# Labraid Moen
Labraid ['Lavriðʲ], auch Labraid Moen („der Stumme spricht“), Loingsech („der Verbannte“) und Lore („der Grimmige“), ist der Name eines Königs aus dem Historischen Zyklus der keltischen Mythologie Irlands.

## Mythologie und Etymologie
Labraid soll im 3. oder 4. Jahrhundert über die Provinz Leinster und als Hochkönig über Irland geherrscht haben.
In der Erzählung Orgain Denna Ríg („Das Morden von Dinn Ríg“) wird berichtet, wie er zu seinen Beinamen kam. Nachdem er wegen der schrecklichen Dinge, die ihm sein Onkel Cobthach Cóel Breg angetan hatte, verstummt war, erhielt er den Namen Moen („der Stumme“). Da verletzte er sich eines Tages und rief: „Ich habe mir wehgetan!“, weshalb er von da an Labraid Moen („der Stumme spricht“) genannt wurde. Wegen seiner Verbannung nach Munster wurde er auch Loingsech („der Verbannte“) gerufen. Die grausame Rache, die er an seinem Onkel und allen Mitverschwörern ausübte, brachte ihm schließlich den Beinamen Lore („der Grimmige“) ein.
In einer jüngeren volkstümlichen Version der Sage von Labraid Moen wird erzählt, er habe Pferdeohren gehabt. Um dies geheim zu halten, habe er jeden Barbier nach dem Haarschnitt hinrichten lassen. Als eines Tages eine Witwe ihn flehentlich um die Verschonung ihres Sohnes bittet, lässt er diesen am Leben. Der Sohn kann aber das Geheimnis nicht für sich behalten und erzählt es einer Weide, wie ihm ein Druide empfiehlt. Die Weide wird später gefällt und aus ihrem Holz eine Harfe geschnitzt, die nun immer singt: „Labraid hat die Ohren eines Pferdes!“ So wird das Geheimnis des Königs schließlich doch gelüftet.
Diese Sage beruht nach den Vermutungen von Bernhard Maier auf der antiken Erzählung von König Midas mit den Eselsohren, die über Britannien in das Erzählrepertoire irischer Dichter gelangt sein könnte.